# Jaskinia Kozłowskiego
Jaskinia Kozłowskiego (lub Jaskinia na Krzyżniku) – nieistniejąca obecnie jaskinia krasowa, utworzona w soczewie marmuru na górze Krzyżnik w Masywie Śnieżnika, w okolicy Stronia Śląskiego (Sudety Południowo-Wschodnie).

## Historia
Jaskinia została odkryta podczas eksploatacji kamieniołomu w górnej jego części jeszcze przed I wojną światową. Po przebadaniu w latach 50. XX w. została ona zniszczona w trakcie eksploatacji złoża marmuru w kwietniu 1957 r. W polskich publikacjach została opisana po raz pierwszy w 1952 r. przez Stefana Kozłowskiego i stąd pochodzi jej nazwa.

## Opis jaskini
Przez sztuczny otwór wchodziło się do sali o wydłużonym kształcie oraz długości ok. 10 m i szerokości od 2 do 4 m, która odchodziła w kierunku W-E. Dno jaskini pokrywały kamienie, glina i formy naciekowe. Również na stropie znajdowała się gruba warstwa nacieków. Na wprost otworu wejściowego znajdował się, w odległości ok. 1,5 m, próg, a dalej wąski korytarz o długości ok. 13 m, który kończył się wąską, wklinowującą się szczeliną niemożliwą do przebycia przez człowieka. Dno korytarza, ściany i strop pokrywała znaczna warstwa nacieków w formie kaskad, nacieków nerkowatych oraz z eliptycznych i kulistych w kształcie, skorupowatych płyt płaskich stalagmitów. Jaskinia w końcowej części był ciemna. Sala i korytarz pozostawały wilgotne, a na końcu sali znajdowała się kałuża o zmieniającej się głębokości.
Zdaniem S. Kozłowskiego jaskinia powstała na skrzyżowaniu szczelin tworzących się w dwóch kierunkach: N-E i N-W, co jest cechą charakterystyczną dla tektoniki Sudetów w otoczeniu Kotliny Kłodzkiej.
Po odstrzeleniu jaskini, w ścianie kamieniołomu, odsłonięta została rura krasowa ok. 6 m poniżej jej poziomu, a także szczeliny krasowe wypełnione osadami – silnie scementowanymi brekcjami.

## Flora i fauna
Nie stwierdzono w jaskini obecności flory poza otworem wejściowym. W głębi jaskini zaobserwowano owady troglokseniczne.